# Relaciones Chile-China
Las relaciones entre Chile y China se refieren a las relaciones internacionales entre República de Chile y la República Popular China, las cuales comenzaron oficialmente el 15 de diciembre de 1970.

## Historia
El primer antecedente temprano de presencia china en el actual territorio de Chile es la inclusión de un interprete chino de 12 años, llamado en los registros "Tristán de China", en la expedición española de Loaísa que remontó el Estrecho de Magallanes en 1526, antes de la conquista de Chile.

### 1970-1990
Las relaciones entre la República Popular China y Chile comenzaron el 15 de diciembre de 1970, poco después de la elección de Salvador Allende como presidente, con lo cual Chile se convirtió en el primer país de Sudamérica en reconocer al gobierno chino continental. Desde 1931, Chile reconocía oficialmente a la República de China (Taiwán) como el gobierno legítimo de China, lo cual cesó con el reconocimiento de la República Popular, siguiendo la política de «Una sola China».  En el aceramiento de ambos países influyeron imporantes intelectuales chilenos como Pablo Neruda, José Venturelli, Abelardo Mella y políticos como Salvador Allende, Juan Martínez Camps y Clodomiro Almeyda, quienes en 1952 instalaron el Instituto Chileno Chino de Cultura, el primero de su tipo en América Latina.
Tras el golpe de Estado de 1973 que derrocó al gobierno de Allende, China fue uno de los dos únicos países comunistas —además de la República Socialista de Rumania— que no rompieron sus lazos con la nueva dictadura militar dirigida por Augusto Pinochet, debido al respeto de este último de la doctrina de «Una sola China». Como resultado, China optó por no retirar a su embajador en Chile, mientras que aceptó la sustitución del embajador nombrado por Allende, Armando Uribe, por el representante diplomático designado por Pinochet.
La continua relación bilateral fue construida con base en el pragmatismo y la no interferencia. China apoyó el reclamo de soberanía chileno sobre la Antártida, y a su vez, Chile permitió a los chinos construir la Base Gran Muralla (1985) dentro de las reclamaciones territoriales chilenas. También hubo un intento de establecer una empresa conjunta para producir armas entre Norinco y FAMAE, con el fin de reducir la dependencia militar de Chile de los Estados Unidos.

### 1990-2006

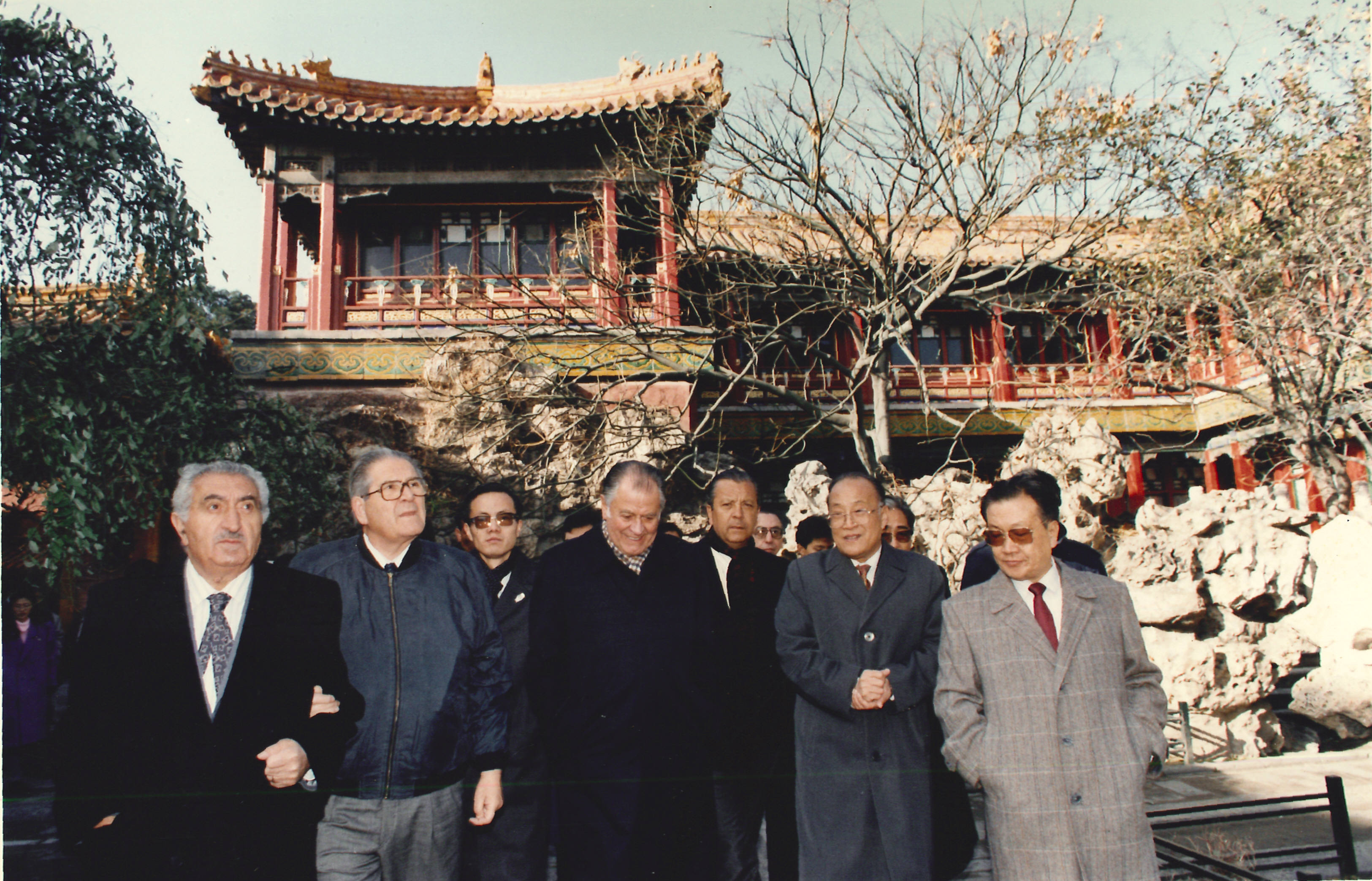
Visita de Estado del presidente chileno Patricio Aylwin a China en 1992.

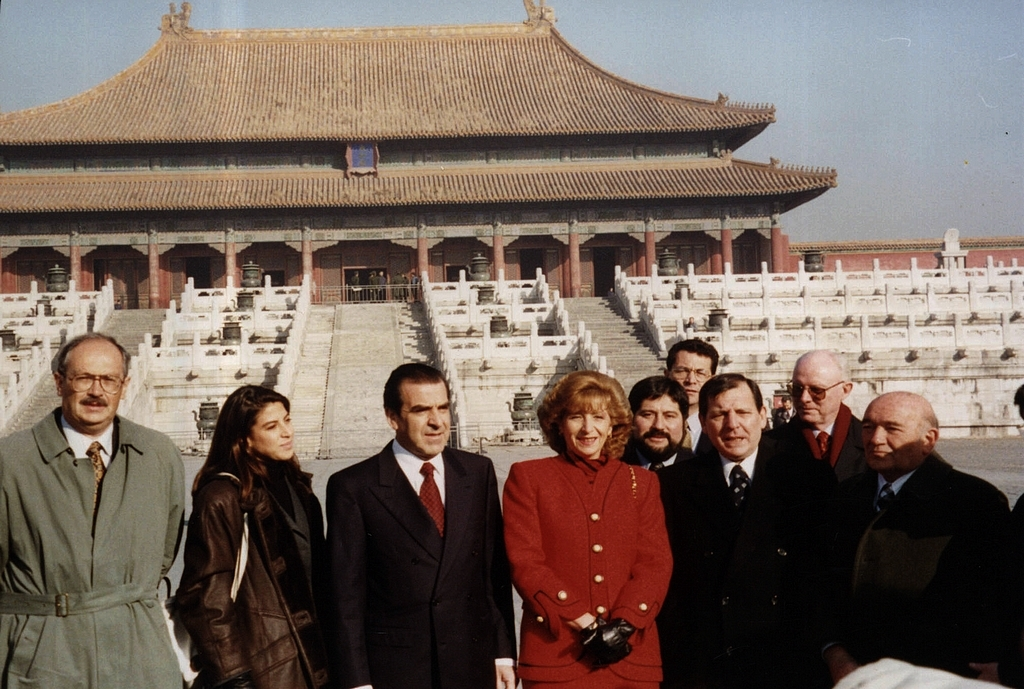
El presidente Eduardo Frei Ruiz-Tagle y otros políticos chilenos en Pekín en 1996.

Tras el final de la Guerra Fría y el fin del régimen de Pinochet en 1990, las relaciones bilaterales continuaron, sustentadas ahora en la política económica de libre comercio seguida por los gobiernos de la Concertación. En mayo de 1990 se realizó la primera visita de Estado de un líder chino a Chile, con el viaje del presidente Yang Shangkun. Su contraparte, el presidente de Chile Patricio Aylwin, devolvió el gesto en 1992, siendo el primer mandatario chileno en visitar China.Chile también participó en La IV Conferencia Mundial sobre la Mujer por parte de la Organización de las Naciones Unidas (ONU), celebrada en Beijing en 1995, con una delegación de unas veinte personas encabezadas por la directora del Servicio Nacional de la Mujer en ese entonces, actual Ministerio de la Mujer y la Equidad de Género de Chile, Josefina Bilbao.
El gobierno de Eduardo Frei Ruiz-Tagle en Chile profundizó los lazos bilaterales y comerciales con la República Popular China. El 23 de marzo de 1994 ambos países firmaron el Convenio sobre estímulo y protección mutua de inversión. Frei se entrevistó con el presidente chino Jiang Zemin el 14 de noviembre de 1994, en el marco de la reunión de los países de la APEC, y el 24 de noviembre de 1995 el presidente chileno visitó Pekín, teniendo reuniones con Zemin y el primer ministro Li Peng. En dicha visita se firmó el Convenio de Transporte Marítimo y el memorando de Entendimiento sobre la Cooperación en Pesquería. En ese mismo contexto, Chile firmó un Memorándum de Entendimiento con China que dio inicio a la enseñanza del chino en establecimientos educacionales público en el país sudamericano.
En 1996 visitaron Chile el vice primer ministro chino Zhu Rongji (30 de enero) y el primer ministro Peng (5 de noviembre), donde los países firmaron el Convenio de Cooperación Espacial y el Acuerdo de Cooperación en Agricultura, Ganadería, y Ciencia y Tecnología. Chile fue el primer país latinoamericano que apoyó el ingreso de China a la Organización Mundial del Comercio en 1999.
En 2001 los presidentes de China y Chile visitaron a sus respectivos símiles; Jiang Zemin visitó Santiago en abril, mientras que en octubre, el recién asumido Ricardo Lagos realizaba su primer viaje a China. En noviembre de 2004, el sucesor de Zemin, Hu Jintao, viajó a Chile en el marco de la cumbre de líderes de la APEC Chile 2004, donde tuvo reuniones bilaterales con Lagos, acordando una «asociación cooperativa integral», y el inicio de las negociaciones para un tratado de libre comercio entre ambas naciones.

### 2006-actualidad

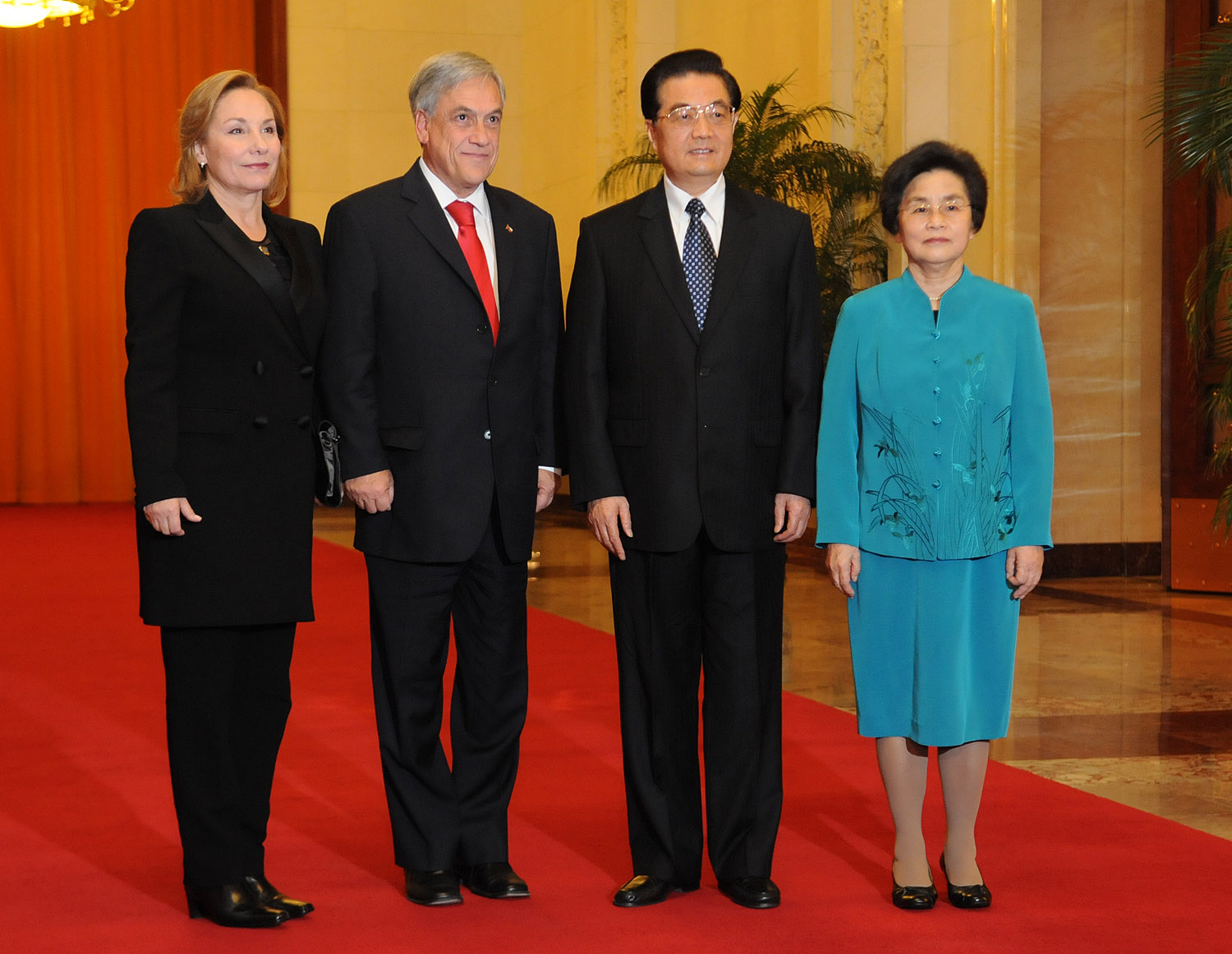
Sebastián Piñera, Hu Jintao y sus cónyuges, en 2010.

En su primer mandato, la presidenta chilena Michelle Bachelet viajó a China en 2008, visitando tres ciudades: Bo'ao, donde participó en el foro homónimo y donde se reunió con Hu Jintao; Pekín, donde tuvo una reunión con el primer ministro Wen Jiabao; y Shanghái.
En noviembre de 2010, el presidente chileno Sebastián Piñera realizó una visita oficial a la República Popular China, donde se reunió con el presidente Hu Jintao —a quien reiteró el reconocimiento de la política de «Una sola China»—, el primer ministro Wen Jiabao y el presidente de la Asamblea Nacional Popular Wu Bangguo. El vicepresidente chino Xi Jinping visitó Chile en junio de 2011, y en junio de 2012 hizo lo mismo Wen Jiabao, ocasión en la cual suscribió una serie de acuerdos con el presidente Piñera. En 2013 Xi Jinping, ahora como presidente de China, y Sebastián Piñera, se reunieron en la cumbre APEC en Tailandia.

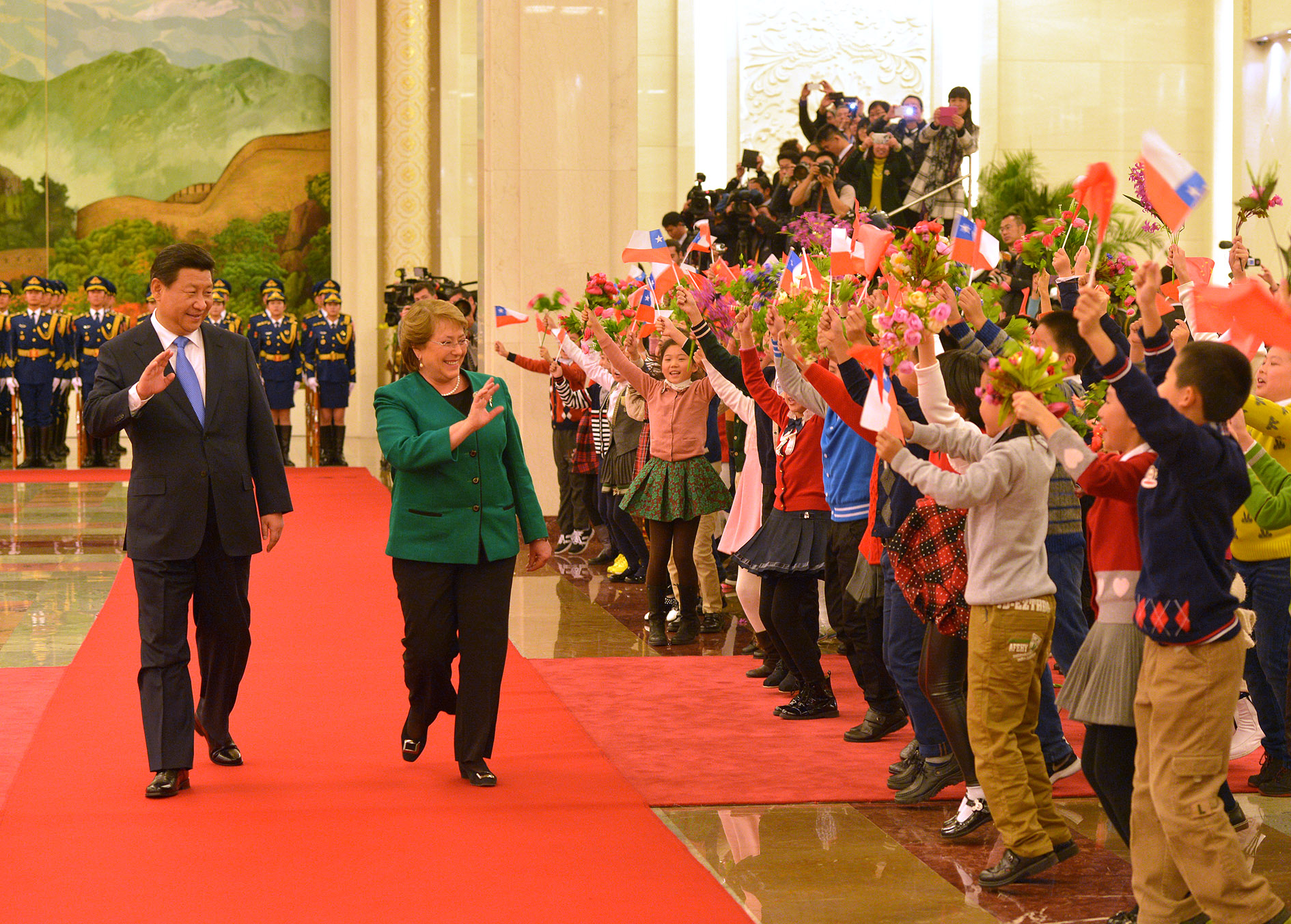
Xi Jinping y Michelle Bachelet en 2014.

En su segundo gobierno, Michelle Bachelet visitó China en el marco de la cumbre APEC China 2014, donde mantuvo reuniones bilaterales con el presidente Jinping y el primer ministro Li Keqiang.
El presidente chino Xi Jinping visitó Santiago el 22 de noviembre de 2016, en el marco de una gira a Latinoamérica, donde ambos gobiernos suscribieron en el Palacio de La Moneda una docena de acuerdos, entre ellos, un convenio de cooperación en materia de comercio electrónico, un protocolo para la exportación de nectarinas frescas desde Chile a China, un fortalecimiento de la Asociación Estratégica Bilateral, un acuerdo marco para el establecimiento del Centro de Investigación y Desarrollo Chile-China para Ciencia y Tecnología Agrícola, y un memorándum de cooperación y transferencia tecnológica entre la Subsecretaría de Telecomunicaciones de Chile y la compañía china Huawei.
En febrero de 2017 se anunció que Michelle Bachelet realizaría durante ese año una vista de Estado a China, la cual se desarrolló entre el 13 y el 15 de mayo. En la oportunidad la presidenta chilena participó del Foro de la Franja y la Ruta para la Cooperación Internacional y se reunió con el presidente Xi Jinping y el primer ministro Li Keqiang.
Desde el retorno a la democracia, en 1990, todos los presidente chilenos han realizado visitas de Estado a China.

## Relaciones económicas

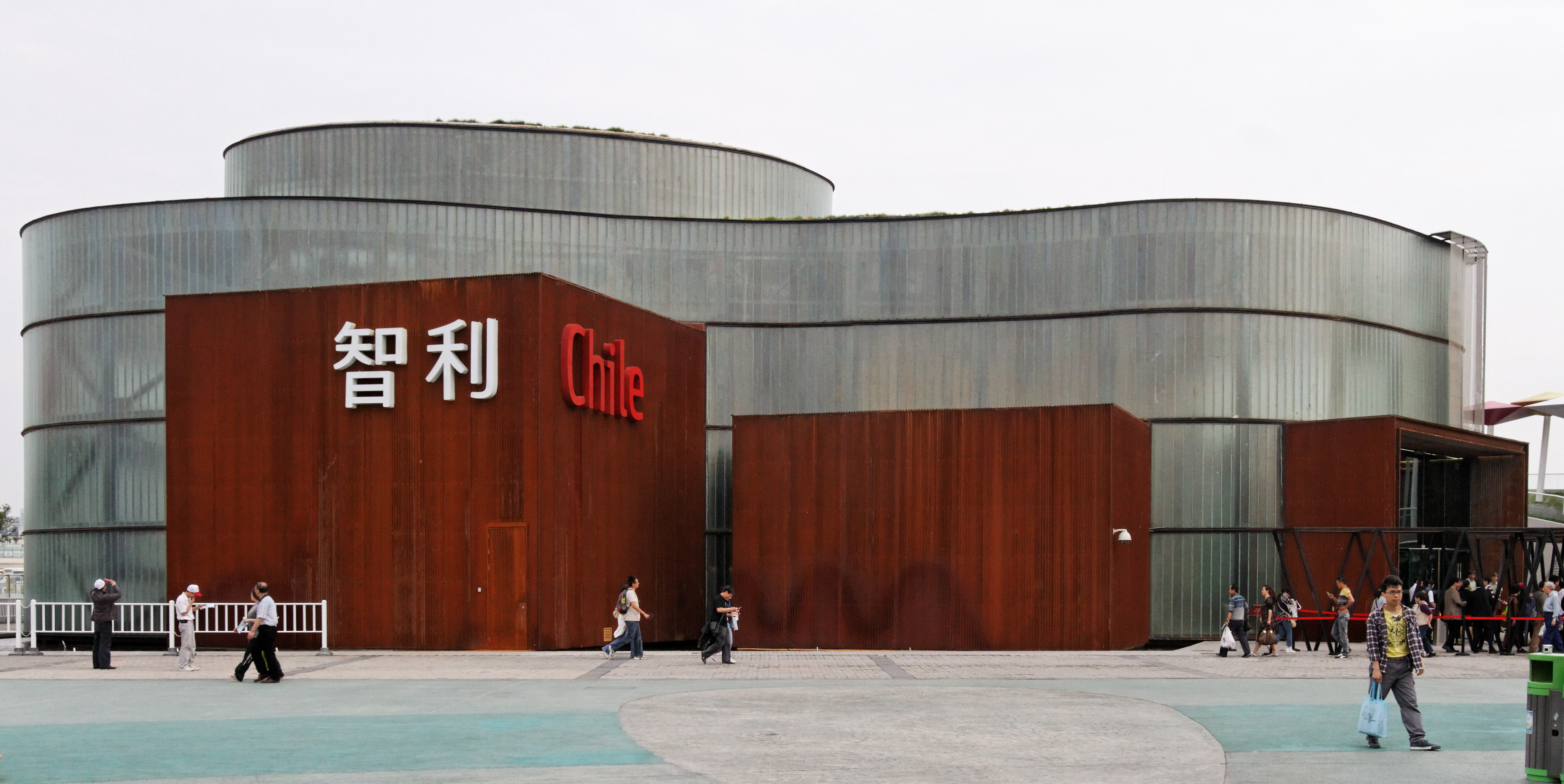
Pabellón de Chile en la Exposición Universal de Shanghái de 2010.

Chile fue uno de los primeros países de América Latina que comenzó el comercio y los intercambios económicos con la República Popular China después de la guerra civil china. El comercio bilateral entre ambos países se inició a principios de 1961, cuando China abrió la Oficina de Noticias Comerciales de Importación y Exportación de China. En 1965 fue restablecida como la Oficina Comercial de Consejo de China para la Promoción del Comercio Internacional.
Desde la inauguración de relaciones diplomáticas, en 1970, las relaciones económicas bilaterales se han desarrollado considerablemente. Chile se ha convertido en el tercer principal socio comercial de China en América Latina, detrás de Brasil y México. El volumen del comercio bilateral llegó a un récord de 2565 millones de dólares en 2002.
Las exportaciones chinas a Chile son principalmente textiles, ropa, cerámica, productos químicos y medicamentos, herramientas y electrónica. Las exportaciones chilenas a China son principalmente de cobre, salitre, pulpa de celulosa, papel, harina de pescado y madera. Estas también se han ampliado al vino tinto, algas marinas, sulfato de potasio y fruta.
Chile y China firmaron un Tratado de Libre Comercio (TLC) en el año 2006. En 2009, el comercio bilateral alcanzó los 17,4 mil millones de dólares, mientras que las exportaciones a China conformaron un 23 % del total de Chile. Hacia 2016, China era el principal socio comercial de Chile, mientras que para el país asiático, Chile representaba su tercer socio en Latinoamérica. Desde la firma del TLC, el comercio entre ambos países se estima que se ha cuadruplicado. En 2023, el intercambio comercial entre ambos países ascendió a los 57 279 millones de dólares estadounidenses, lo que supuso un 6,2% de crecimiento promedio anual en los últimos cinco años. Los principales productos exportados por Chile a China fueron cobre, cerezas y litio, mientras que China mayoritariamente exporta al país sudamericano teléfonos inteligentes, computadores portátiles y automóviles.
En turismo, los gobiernos chileno y chino firmaron un convenio recíproco de gratuidad en la obtención del visado obligatorio para estadías con fines turísticos.

## Misiones diplomáticas

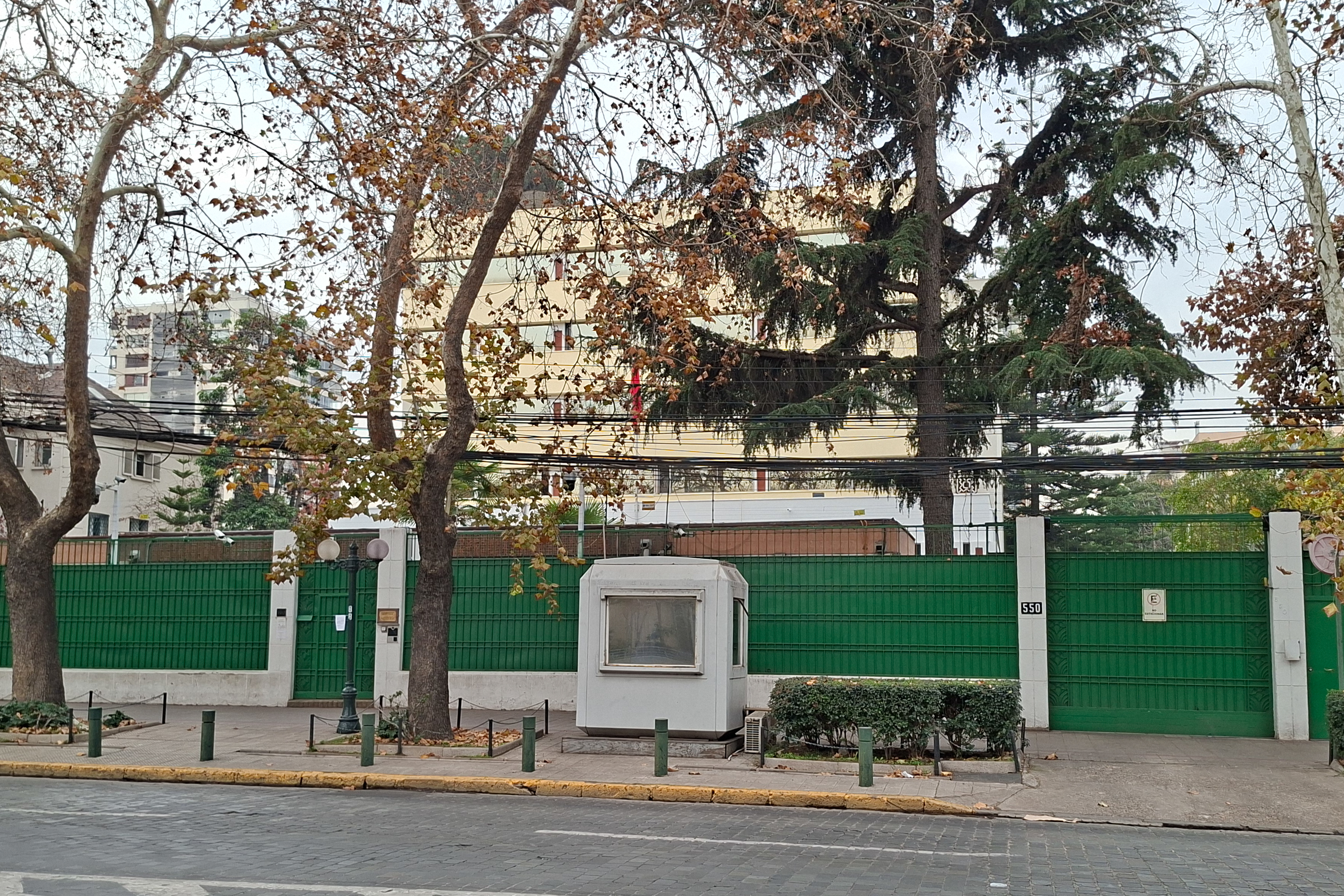
Embajada de China en Santiago de Chile

- Chile tiene una embajada en Pekín y consulados-generales en Cantón, Chengdu, Hong Kong y Shanghái.
- China tiene una embajada en Santiago.